# USS Halyburton (FFG-40)
La USS Halyburton (hull classification symbol FFG-40) è una fregata della Marina degli Stati Uniti. Il nome della fregata è dato in onore del marinaio William D. Halyburton, Jr., morto il 10 maggio 1945 durante la battaglia di Okinawa e decorato con la Medal of Honor.

## Storia
La USS Halyburton è nota soprattutto per aver partecipato all'operazione di salvataggio di Richard Phillips, comandante della nave portacontainer Maersk Alabama rapito da quattro pirati somali l'8 aprile 2009. Dopo che membri dell'equipaggio della nave catturata riuscirono a riconquistare la nave, i pirati si ritirarono, prendendo in ostaggio Phillips a bordo di una lancia di salvataggio. La Holyburton, al fianco del cacciatorpediniere USS Bainbridge e della portaelicotteri USS Boxer, tentò di salvare l'ostaggio prima che la lancia raggiungesse la costa somala e il 12 aprile, dopo quattro giorni di negoziazioni, i cecchini appartenenti al DEVGRU dei Navy SEALs aprirono il fuoco sulla lancia uccidendo tre pirati, traendo in salvo il comandante Phillips, mentre Abduwali Muse, il capo dei pirati, venne invece catturato sulla Bainbridge e condannato a 33 anni di carcere per pirateria.
La storia del dirottamento della Maersk Alabama è stata documentata dal saggio del 2010 Il dovere di un capitano di Richard Phillips e dal film del 2013 Captain Phillips - Attacco in mare aperto, diretto da Paul Greengrass, con protagonista Tom Hanks nel ruolo di Phillips.